# Эберг, Сикстен
Альберт Сикстен Эберг (швед. Albert Sixten Öberg; 6 августа 1889, Svea — 18 марта 1979, Стокгольм) — шведский футболист, защитник. Выступал за национальную сборную Швеции, в составе которой провёл два матча.

## Биография
На клубном уровне выступал за «Мариберг». 11 сентября 1910 года дебютировал за национальную сборную Швеции в товарищеском матче с Норвегией. Встреча прошла на стадионе «Фрогнер» в Осло и завершилась победой шведов со счётом 5:0. Эберг выполнял роль капитана. Всего за сборную Швеции провёл два матча.
Вне футбола работал инспектором в налоговой службе.
Умер в Стокгольме 18 марта 1979 года.